# Warrington Town F.C.
Warrington Town FC là một câu lạc bộ bóng đá có trụ sở tại Warrington, Cheshire, Anh. Đội bóng hiện thi đấu tại National League North, cấp độ thứ 6 của bóng đá Anh, và có sân nhà ở Cantilever Park.

## Danh hiệu
- Northern Premier League
  - Vô địch Northern Premier League Division One North mùa giải 2015–16
  - Đội thắng trận Play Off Northern Premier League mùa giải 2018-19
- Northern Premier League Challenge Cup
  - Vô địch mùa giải 2014–15
- North West Counties League
  - Vô địch Division One mùa giải 1989–90
  - Vô địch Division Two mùa giải 2000–01
  - Vô địch Division Two Trophy mùa giải 1999–2000
  - Vô địch League Cup mùa giải 1989–90
  - Vô địch League Shield mùa giải 1985–86
- Mid-Cheshire League
  - Vô địch mùa giải 1960–61
  - Vô địch League Cup các mùa giải 1953–54, 1954–55, 1955–56
- Northern Combination Cup
  - Vô địch mùa giải 1989–90
- Altrincham Cup
  - Vô địch mùa giải 1954–55
- Runcorn Challenge Cup
  - Vô địch các mùa giải 1965–66, 1966–67, 1968–69
- Warrington Guardian Challenge Cup
  - Vô địch các mùa giải 1980–81, 1994–95
- Raab Karcher Cup
  - Vô địch mùa giải 1987–88

## Thống kê
- FA Cup
  - Vòng một mùa giải 2014–15[2]
- FA Trophy
  - Tứ kết mùa giải 1992–93[2]
- FA Vase
  - Á quân mùa giải 1986–87[2]